# Cesare Nordio
Cesare Nordio (Trieste, 31 août 1891 – Bologne, 8 septembre 1977) est un compositeur italien.

## Biographie
Cesare Nordio a fait ses études d'abord à Trieste de 1907 à 1911 avec Carlo Perinello, puis en 1911-1912 à Milan avec Giacomo Orefice et à Leipzig avec Max Reger de 1912 à 1914. Au début de la Première Guerre mondiale, il s'est engagé volontairement. Il est devenu professeur d'harmonie, contrepoint, fugue et composition en 1924. au conservatoires Vincenzo Bellini de Palerme. En 1925, il a été chargé de la classe de composition et de fugue du Conservatoire Giovanni Battista Martini à Bologne. Il a été nommé ensuite directeur de ce conservatoire de Bologne (1925) puis du Conservatoire Claudio Monteverdi de Bolzano (à partir de 1948). En 1927, il a créé le premier cours en Italie de direction d'orchestre.
Il a été à l'origine de la fondation du Concours international de piano Ferruccio-Busoni, l'un des concours de piano les plus prestigieux qui existent, dédié à la mémoire de Ferruccio Busoni.
Pendant son séjour à Bologne, il a accueilli de nombreux grands musiciens, dont Igor Stravinsky et Arturo Toscanini. C'est Nordio qui a dû affronter, le 14 mai 1931, l'escadron fasciste qui gifla le Maestro Toscanini pour avoir refusé d'interpréter l'hymne fasciste Giovinezza avant le concert prévu consacré à Giuseppe Martucci. À la suite de cet épisode, Toscanini a quitté précipitamment l'Italie.

## Le Concours international de piano Ferruccio-Busoni
En janvier 1949, alors directeur du Conservatoire Claudio Monteverdi de Bolzano, songeant au fait que personne n'avait pensé au vingt-cinquième anniversaire de la mort du grand pianiste et compositeur d'Empoli, il a travaillé à la naissance d'un concours dédié à Ferruccio Busoni. Il s'est d'abord tourné vers le pianiste Arturo Benedetti Michelangeli, qui a accueilli avec enthousiasme la proposition et a contribué avec une somme généreuse. Le prix, outre une somme d'argent et un piano à queue, comprenait l'engagement pour un certain nombre de concerts. Le premier jury était composé de quelques-uns des plus grands musiciens de l'époque, qui ont répondu avec enthousiasme à l'invitation de Nordio : Alfred Cortot, Edwin Fischer, Wilhelm Backhaus, Claudio Arrau, Paul Baumgartner, Rudolf Serkin, Arthur Rubinstein, Gino Tagliapietra, Robert Casadesus, Egon Petri, Walter Gieseking, Nikita Magaloff et Alexander Borowski. Le pianiste roumain Dinu Lipatti s'est également joint avec enthousiasme, mais il a disparu peu de temps après.

## Œuvres
- Sogno di Primavera, 1914;
- Tra il dolore e la Gioia, Fides da Myricae de Giovanni Pascoli, pour voix et piano, op. 2, 1914;
- Quartetto en ré mineur, 1914;
- Ricordo, vers de Luigi Capuana ;
- L'augellin belverde, 1920;
- Sur les ruines d'Ypres, pour orgue et quatuor à cordes, 1920;
- Festa lontana, 1922;
- Il poema di Bruges (La città morta), tre impressioni sinfoniche: Prime luci - Il lago d'amore - Fantasia notturna (Le Beffroi), 1922, réduction par l'auteur pour piano, ca 1926;
- Meditazione pour alto, harpe et orgue, Trieste 1923;
- Sicilia, mélologue, texte de Federico De Maria (it), 1924;
- Quartetto en mi mineur, 1926;
- Fantasia notturna, poème symphonique, 1927;
- Due impressioni pour piano, 1929;
- Giulietta e Romeo, 1929;
- Berceuse pour orgue, 1929;
- Elegia romantica, pour chant et piano, texte de Sergio Corazzini, 1930;
- Musette pour orgue, 1931;
- Canzone pour orgue, 1932;
- Musette pour orchestre, 1932;
- Canzone pour petit orchestre;
- Poema, pour violon et orchestre ou violon et piano, 1934;
- Umoresca (« Kessyana ») pour piano, 1935;
- Morte dell'Urogallo, mélologue sur un texte de Tullio Armani;
- Medea, intermezzi e melologhi, 1951;
- Musiche per il documentario cinematografico riguardante l'Alto Adige, pour orchestre, 1953;
- Vocalizzo pour basse, dans Antologia di vocalizzi, 1957.

## Écrits
- Über die wesentlichen Unterschiede zwischen Glucks und Wagners Opern-Reformen, Leipzig (1914);
- Giambattista Viotti, discours commémoratif tenu le 29 juin 1924 dans la Salle Scarlatti du R. Conservatorio di musica V. Bellini di Palermo, Palerme (1924);
- Nel primo centenario della nascita di César Franck, Trieste (1925);
- Gli Istituti musicali pareggiati, Florence s.d. (vers 1938);
- Preludio, in Rossiniana, a cura del R. Conservatorio di Bologna, Bologne (1942);
- La piccola storia di un grande concorso, in Il Conservatorio statale di musica «Claudio Monteverdi» di Bolzano, in occasione dell'inaugurazione ufficiale della nuova sede, Bolzano (1952).